# Phaonia canariensis
Phaonia canariensis este o specie de muște din genul Phaonia, familia Muscidae, descrisă de Villeneuve în anul 1936.
Este endemică în Insulele Canare. Conform Catalogue of Life specia Phaonia canariensis nu are subspecii cunoscute.